# Wilhard Becker

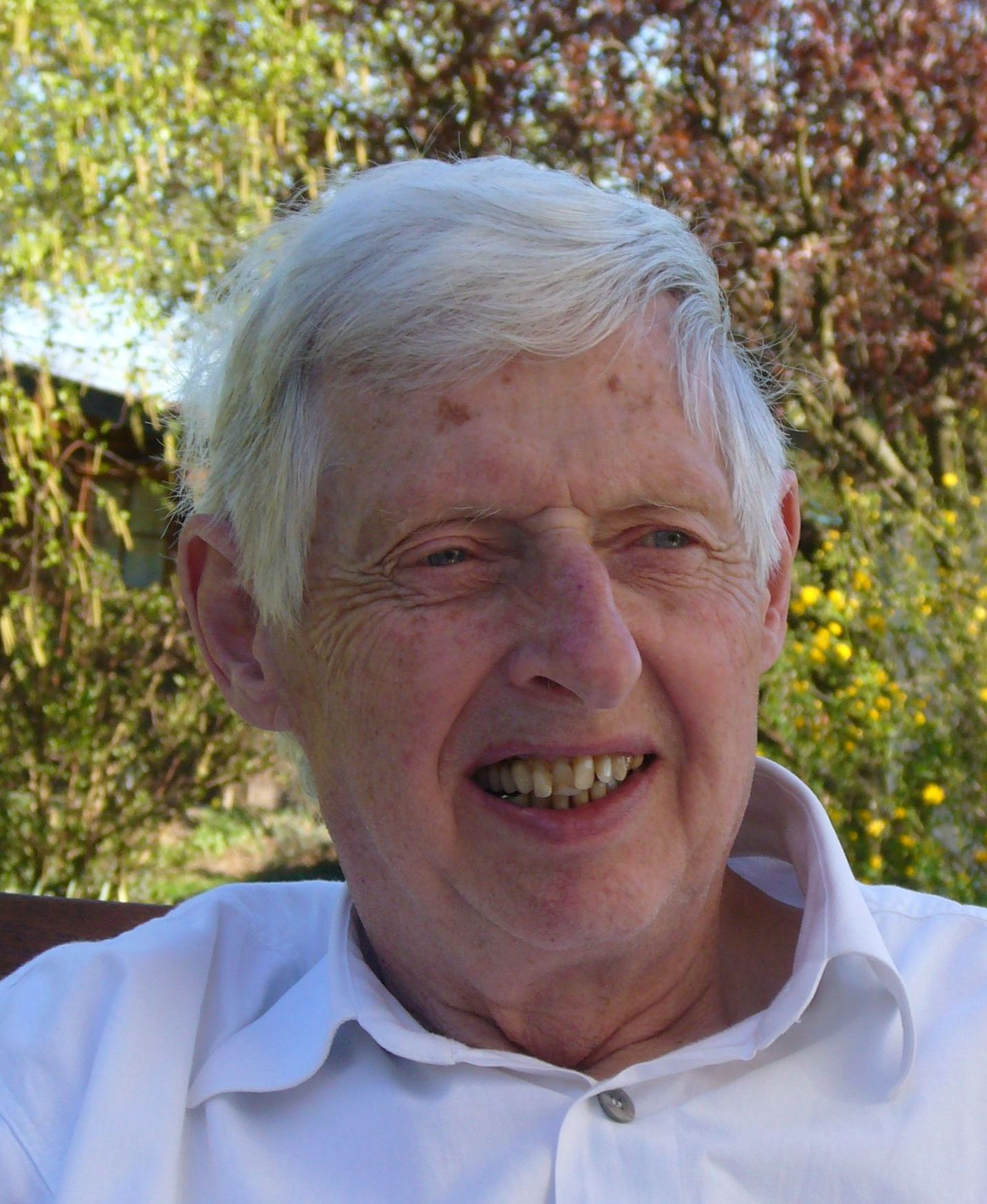
Wilhard Becker (2007)

Wilhard Becker (eigentlich Wilhelm Gotthard Becker; * 14. Juni 1927 in Neu-Isenburg; † 26. April 2017 in Springe) war ein deutscher Baptistenpastor. Er gründete und leitete die missionarische Rufer-Bewegung und gilt als Mitinitiator der deutschen Charismatischen Bewegung. Bekanntheit erlangte er vor allem durch seine schriftstellerische Tätigkeit und durch seine Arbeit als Psychotherapeut.

## Leben
Wilhard Becker entstammte einer baptistischen Familie. Sein Vater war langjähriger Leiter der Baptistengemeinde Frankfurt-Am Tiergarten. Als 16-Jähriger wurde Becker 1943 Soldat und überlebte als Einziger einer Fallschirmjäger-Kampfeinheit den Zweiten Weltkrieg, geriet aber in Kriegsgefangenschaft, aus der er im September 1945 entlassen wurde. Eine besondere Erfahrung, die er bei einer Veranstaltung des Jugendmissionswerkes Youth for Christ machte, führte dazu, dass er sich für den Beruf eines Pastors entschied. Gemeinsam mit Martin Metzger baute er schon früh im Rhein-Main-Gebiet eine evangelistische Jugendarbeit auf.
Nach seiner Reifeprüfung studierte Wilhard Becker von 1947 bis 1950 Evangelische Theologie – zunächst an der Theologischen Fakultät der Johannes Gutenberg-Universität Mainz, der Bibelschule Wiedenest (1947–49) und anschließend am Theologischen Seminar des Bundes Evangelisch-Freikirchlicher Gemeinden, das seinen Sitz damals in Hamburg-Horn hatte. Noch während seines Studiums begründete er 1949 mit Anderen die missionarisch ausgerichtete Ruferarbeit und übernahm deren Leitung. Von 1950 bis 1958 war er Jugendpastor des Evangelisch-Freikirchlichen Regionalverbandes Niedersachsen. Seinen Dienstsitz hatte er in dieser Funktion zunächst in Northeim und ab 1955 in Hannover. 1958 wurde er zum vollzeitlichen Leiter der Ruferarbeit bestellt. Zwei Jahre später berief ihn die Evangelisch-Freikirchliche Gemeinde Hannover, Walderseestraße, als Nachfolger von Georg Würfel  zu ihrem Gemeindepastor. Zwar schied Becker bereits 1964 aus diesem Amt aus, verblieb aber bis 1968 in verantwortlichen Positionen der Gemeindearbeit und als Leiter der Ruferarbeit.
Im Anschluss an seinen Gemeindedienst gründete Wilhard Becker das ökumenische Lebenszentrum für die Einheit der Christen (Schloss Craheim) gemeinsam mit Pater Eugen Mederlet und Pastor Arnold Bittlinger und leitete diese Einrichtung, die eine Schlüsselstellung bei der Einführung der charismatischen Bewegung in Deutschland hatte, bis 1973.
Danach absolvierte Becker eine vierjährige Ausbildung zum Psychotherapeuten. Ausbildungsort war das Fachkrankenhaus Ringgenhof in Wilhelmsdorf. 1979 kehrte er nach Hannover zurück und war dort bis 1986 in verschiedenen Arbeitsbereichen tätig. Bis 1982 war er Studienleiter der evangelisch-freikirchlichen Heimvolkshochschule Kirchröder Turm, hier entstanden die charismatisch ausgerichteten Tagungen „Liebe Leben Lernen“ und die Arbeitsgemeinschaft „Beratung Therapie Seelsorge“ (beide gegründet 1980 in Hannover). Danach erfolgte eine Teilzeitanstellung als Pastoren-Seelsorger durch den Bund Evangelisch-Freikirchlicher Gemeinden. Neben dieser Tätigkeit betrieb Becker eine eigene therapeutische Praxis in Hannover.
1986 wechselte Wilhard Becker seinen Wohnsitz und zog nach Schöntal um. Auch nach seinem Eintritt in den Ruhestand war Becker therapeutisch tätig. Zu seinen weiteren Arbeitsgebieten gehörten die Durchführung von Management-Schulungen, eine ausgedehnte Vortrags- und Seminartätigkeit sowie die Durchführung von seelsorgerlichen Tagungen im Kloster Schöntal.
Neben seiner Gemeinde-, Seelsorge- und Vortragsarbeit war Wilhard Becker vor allem schriftstellerisch tätig. Sein Dienst wurde nicht nur positiv beurteilt. Insbesondere gab es ab 1983 Diskussionen wegen der Veröffentlichung „Ganz anders könnte man leben“ (Mitautor Ulrich Schaffer), die nicht im Oncken-Verlag erscheinen durfte. 1986 wurde Becker von der Pastorenliste gestrichen. Besonders in evangelikalen Kreisen stießen seine theologischen und therapeutischen Positionen auf zum Teil heftige Kritik.
Verheiratet war Becker mit der Künstlerin und Schriftstellerin Kristin Becker (geborene Donsbach). Er verstarb am 26. April 2017 in Springe.

## Veröffentlichungen in Auswahl
- So nahe ist Gott!, Northeim 1963.
- Nicht plappern wie die Heiden, Wuppertal 1971.
- Wir üben Gemeinde – mitdenken – mitreden – mitgestalten; Helmut Donsbach und Wilhard Becker; Kühne Verlag, Kassel 1975, ISBN 3-87939-040-1.
- Ganz anders könnte man leben (gemeinsam mit Ulrich Schaffer), Stuttgart 1987.
- Füreinander begabt. Festhalten und Loslassen in der Ehe (gemeinsam mit Kristin Becker), Stuttgart 1995.
- Du bist reicher als du denkst. Entwicklungsschritte zur eigenen Persönlichkeit, Stuttgart 1996.
- Lieber das bekannte Unglück als das unbekannte Glück (gemeinsam mit Ulrich Schaffer und Ernst Kaufmann), Stuttgart 1997.
- Intim. Ein freies Wort zur Sexualität, Stuttgart 1997.